# 트랭크타유

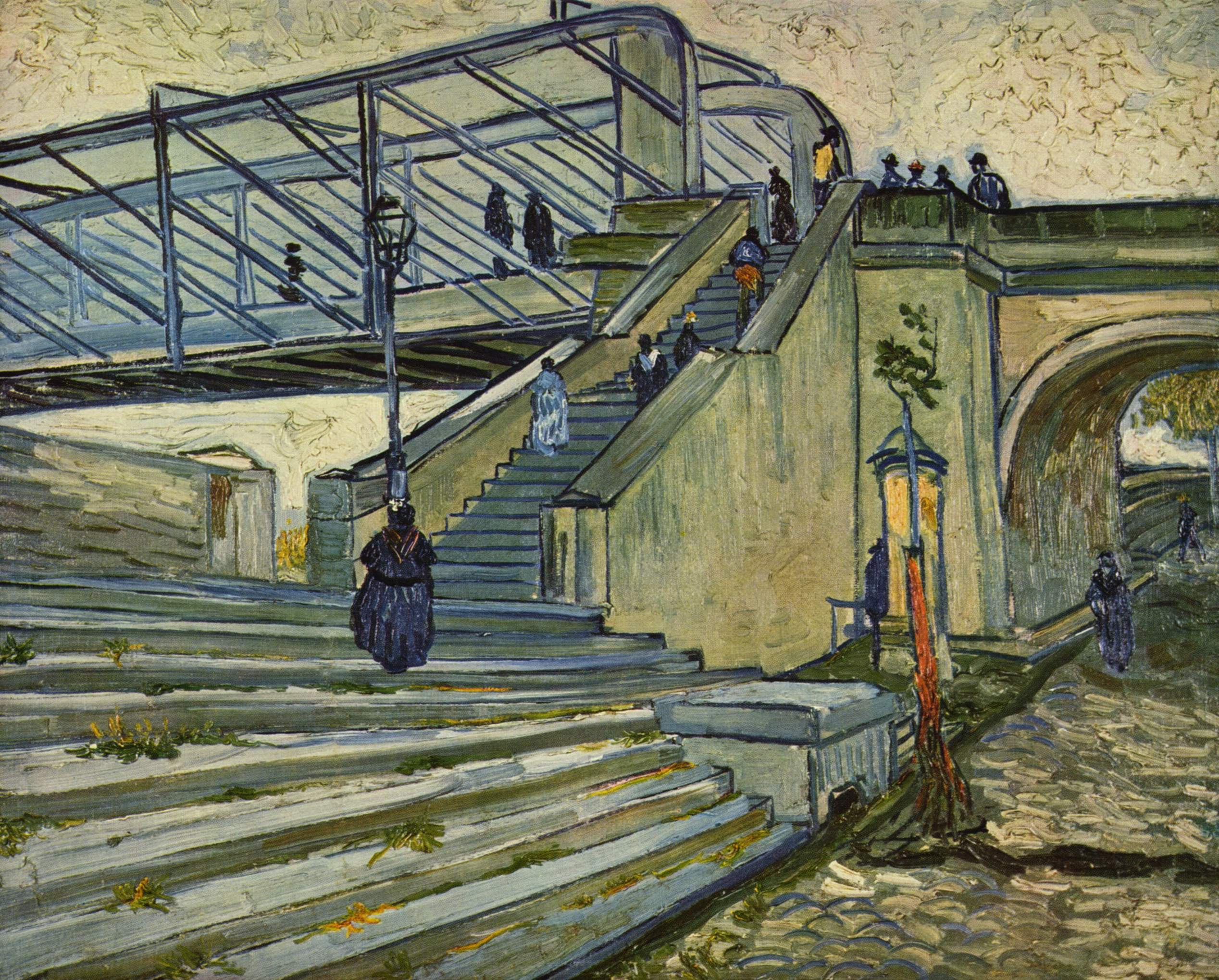
빈센트 반 고흐가 그린 《트랭크타유 다리》(Le Pont de Trinquetaille), 1888년 10월

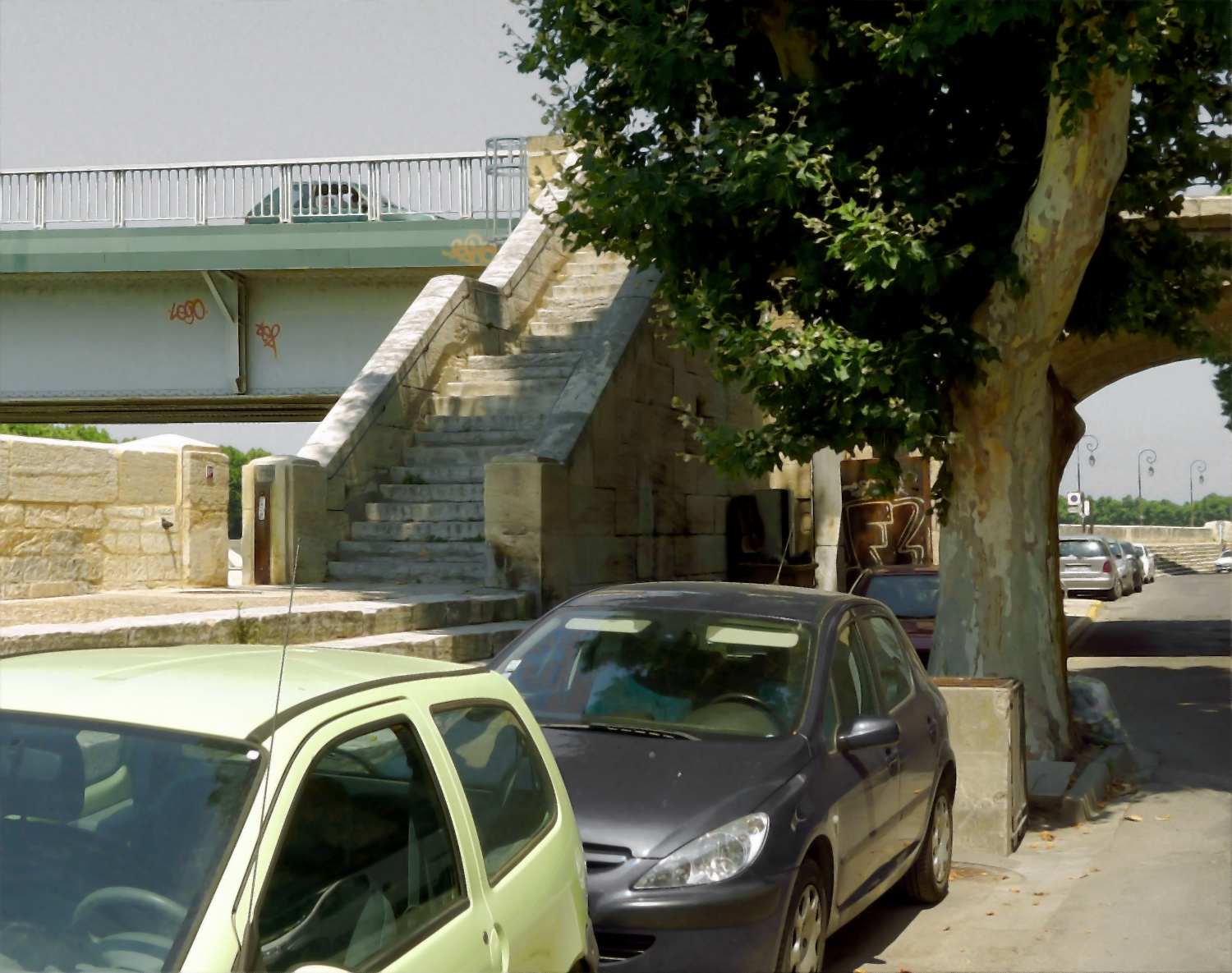
2011년에 촬영한 고흐의 그림과 같은 구역. 다리는 현대식으로 바뀌었고 플라타너스 나무는 크게 자랐다.

트랭크타유(프랑스어: Trinquetaille)는 프랑스 남부, 아를의 한 마을에 있는 한 구역으로, 아를주에 위치하고 있으며, 론강의 오른쪽 둑에 위치해 있다. 론강 삼각주의 꼭대기에 위치한 이 지역은 카마르그 지대의 일부이다.
중세 시대에 이곳은 중요한 요새이자 보 가문(House of Baux)의 본거지였다. 트랭크타유 성은 1161년 바우센크 전쟁(Baussenque Wars) 중 파괴되었으나 후에 재건되었다.